# Simone Schwarz-Bart

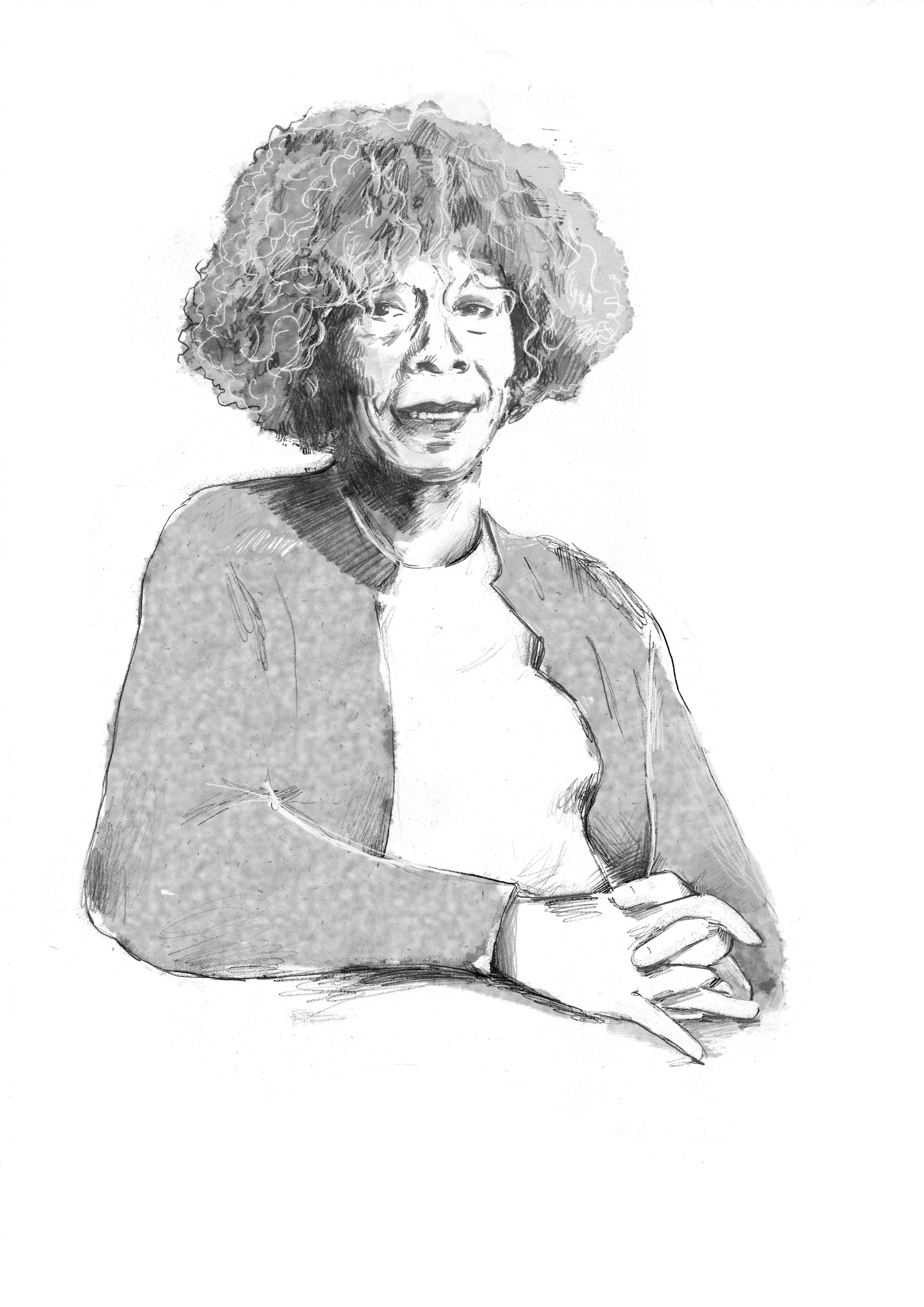

Simone Schwarz-Bart (sinh ra Simone Brumant vào ngày 8 tháng 1 năm 1938) là một tiểu thuyết gia và nhà viết kịch người Pháp gốc Guadeloupe. Bà là một người nhận giải Grand Prix des speechrices de Elle.

## Đời sống
Simone Brumant sinh ngày 8 tháng 1 năm 1938 tại Saintes thuộc vùng Charente-Maritime của Pháp. Tuy nhiên, nơi sinh của bà không rõ ràng, vì bà cũng đã tuyên bố rằng bà được sinh ra ở Pointe-à-Pitre, Guadeloupe.
Cha mẹ bà là người gốc Guadeloupe. Cha bà là một người lính trong khi mẹ bà là một giáo viên. Khi chiến tranh thế giới thứ hai nổ ra, cha bà ở lại Pháp để chiến đấu, còn bà và mẹ của bà trở về Guadeloupe.
Bà học tại Pointe-à-Pitre, tiếp theo là Paris và Dakar.
Vào năm 18 tuổi, khi đang học tại Paris, bà đã gặp người chồng tương lai của mình, André Schwarz-Bart, người khuyến khích bà tiếp tục viết lách như một nghề nghiệp. Họ kết hôn vào năm 1960, và sống ở nhiều thời điểm khác nhau ở Sénégal, Thụy Sĩ, Paris và Guadeloupe.
Schwarz-Bart trong một lần điều hành một doanh nghiệp đồ nội thất Creole cũng như một nhà hàng.
Chồng bà mất năm 2006. Họ có hai con trai, Jacques Schwarz-Bart, một nghệ sĩ saxophone jazz nổi tiếng và Bernard Schwarz-Bart.
Bà hiện đang sống ở Goyave, một ngôi làng nhỏ ở Guadeloupe.

## Sự nghiệp
Năm 1967, cùng với chồng, André Schwarz-Bart, bà đã viết Un plat de porc aux bananas vertes, một cuốn tiểu thuyết lịch sử khám phá sự tương đồng trong những cuộc lưu đày của người Caribbea và người Do Thái. Năm 1972, họ đã xuất bản La Mulâtresse Solitude. Năm 1989, họ đã viết một cuốn bách khoa toàn thư gồm sáu tập Hommage à la lady noire (Ca ngợi phụ nữ da đen), để tôn vinh các nữ anh hùng da đen bị mất tích trong lịch sử chính thức.
Mặc dù được nhắc đến với tư cách là cộng tác viên của chồng trong các tác phẩm của họ, các nhà phê bình thường gán quyền tác giả đầy đủ cho André Schwarz-Bart, và chỉ tên của ông xuất hiện trong ấn bản La Mulâtresse Solitude của Pháp. Quyền tác giả của bà được thừa nhận, tuy nhiên, trong bản dịch tiếng Anh của cuốn sách.
Năm 1972, Schwarz-Bart đã viết Pluie et vent sur Télumée Miracle, được coi là một trong những kiệt tác của văn học Caribe. Năm 1979, bà xuất bản Ti jean l'horizon.
Schwarz-Bart cũng đã viết cho nhà hát tác phẩm: Ton beau capitaine là một vở kịch được đón nhận trong một vở diễn.

### Chủ đề
Schwarz-Bart, cùng với chồng, cam kết sâu sắc với các vấn đề chính trị, và các vấn đề mà mọi người, đặc biệt là phụ nữ phải đối mặt. Bà đã khám phá các ngôn ngữ và địa điểm của tổ tiên trong các tác phẩm của mình, và kiểm tra sự thống trị của nam giới đối với phụ nữ ở vùng biển Caribe, cũng như các chủ đề về sự tha hóa khi lưu vong.

### Tiểu thuyết
- Un Plat de porc aux bananes vertes (với André Schwarz-Bart), Seuil, 1967
- Pluie et vent sur Télumée Miracle, Seuil, 1972 (The Bridge of Beyond, được dịch bởi Barbara Bray, New York Review Books Classics, 2013.[6]), Grand Prix des speechrices de Elle
- Ti Jean l'horizon, Seuil, 1979 (Giữa hai thế giới, được dịch bởi Barbara Bray, Heinemann, 1992.[7])

### Rạp hát
- Ton Beau Capitaine, Seuil, 1987. (Thuyền trưởng đẹp trai của bạn, được dịch bởi Jessica Harris và Catherine Temerson, Callaloo 40 (Mùa hè 1989).[7])

### Phi viễn tưởng
- Hommage à la sen noire (với André Schwarz-Bart), Éditions Consulaires, 1989, 6 vol. (Ca ngợi phụ nữ da đen, được dịch bởi Rose-Myriam Réjouis, Stephanie Daval và Val Vinokurov, Nhà xuất bản Đại học Wisconsin, 2001-2004.[7])

## Giải thưởng và bàng nhận
Vào năm 1973, Pluie et vent sur Télumée Miracle của Schwarz-Bart đã được trao giải Grand Prix des speechrices de Elle. Năm 2006, Schwarz-Bart đã được trao cấp bậc Tư lệnh trong Ordre des Arts et des Lettres. Năm 2008, bà nhận được giải thưởng Carbet de la Caraïbe et du Tout-Monde (cùng với chồng, sau khi chết) trong suốt cuộc đời làm tác phẩm văn học.